# Егоркина
Егоркина — река в России, протекает по Бакчарскому району Томской области. Длина реки составляет 11 км.
Начинается северо-восточнее урочища Каргасок. Течёт на восток через лес, затем через болото Суховское. Устье реки находится в 115 км по левому берегу реки Бакчар напротив урочища Кирпичный Завод. Основной приток — ручей в урочище Малиновка, впадает справа.

## Данные водного реестра
По данным государственного водного реестра России относится к Верхнеобскому бассейновому округу, водохозяйственный участок реки — Обь от впадения реки Чулым до впадения реки Кеть, речной подбассейн реки — Чулым. Речной бассейн реки — (Верхняя) Обь до впадения Иртыша.